# ناوشکن کلاس کاشین
ناوشکن کلاس کاشین (به انگلیسی: Kashin-class destroyer) یک کلاس از کشتی است که طول آن ۱۴۴ متر (۴۷۲ فوت) می‌باشد.